# Fabio Mauri
Fabio Mauri (Roma, 1º aprile 1926 – Roma, 19 maggio 2009) è stato un artista, scrittore e drammaturgo italiano.

## Biografia
Nato a Roma da Umberto Mauri, impresario teatrale, direttore generale della Mondadori prima di diventare proprietario della casa di distribuzione Messaggerie Italiane, e di Maria Luisa Bompiani, sorella di Valentino Bompiani. Aveva due fratelli (Luciano e Achille) e due sorelle (Silvana e Ornella). 
Vive tra Bologna e Milano fino al '57, poi si trasferisce a Roma.
Giovanissimo, nel 1942 fonda con il ventenne Pasolini la rivista Il Setaccio.
Nel 1967 ha fondato con Umberto Eco, Edoardo Sanguineti e Angelo Guglielmi, la rivista Quindici.

Nel 2009, il Presidente della Repubblica, Giorgio Napolitano lo nomina grande ufficiale dell'Ordine al merito della Repubblica italiana, e il 20 maggio dello stesso anno, appresa la notizia della scomparsa di Fabio Mauri, Napolitano invia un messaggio di partecipazione al dolore della famiglia nel quale si sottolinea che: 
La sua attività continua attraverso lo Studio Fabio Mauri Associazione per l’Arte L’Esperimento del Mondo.

### Attività editoriale
Profondo conoscitore del mondo dell'editoria, è stato presidente delle Messaggerie e della Garzanti.

### Attività artistica
Fabio Mauri è uno dei maestri dell'avanguardia italiana del secondo dopoguerra.
Ha insegnato per 20 anni Estetica della sperimentazione all'Accademia di Belle Arti dell'Aquila. È stato invitato alla Biennale di Venezia nel 1954, 1974, 1978, 1993, 2003, 2013, 2015 e nel 2012 a dOCUMENTA (13) a Kassel. 
Si forma artisticamente a Roma, partecipando negli anni cinquanta alla cosiddetta avanguardia romana.
Opera nelle file dell’avanguardia italiana dal 1954. I suoi primi monocromi e Schermi risalgono al 1957.
Artista eclettico si è interessato di teatro, cinema e letteratura. 
Fabio Mauri intesse la dimensione della performance allo spazio della storia. Resta indimenticabile l'utilizzo del corpo come schermo ne "Il Vangelo secondo Matteo" di/su Pier Paolo Pasolini, alla Galleria d'arte moderna di Bologna. In essa lo stesso Pasolini, seduto su una sedia con una camicia bianca, si fece proiettare sul torace il suo stesso film del 1964 Il Vangelo secondo Matteo.

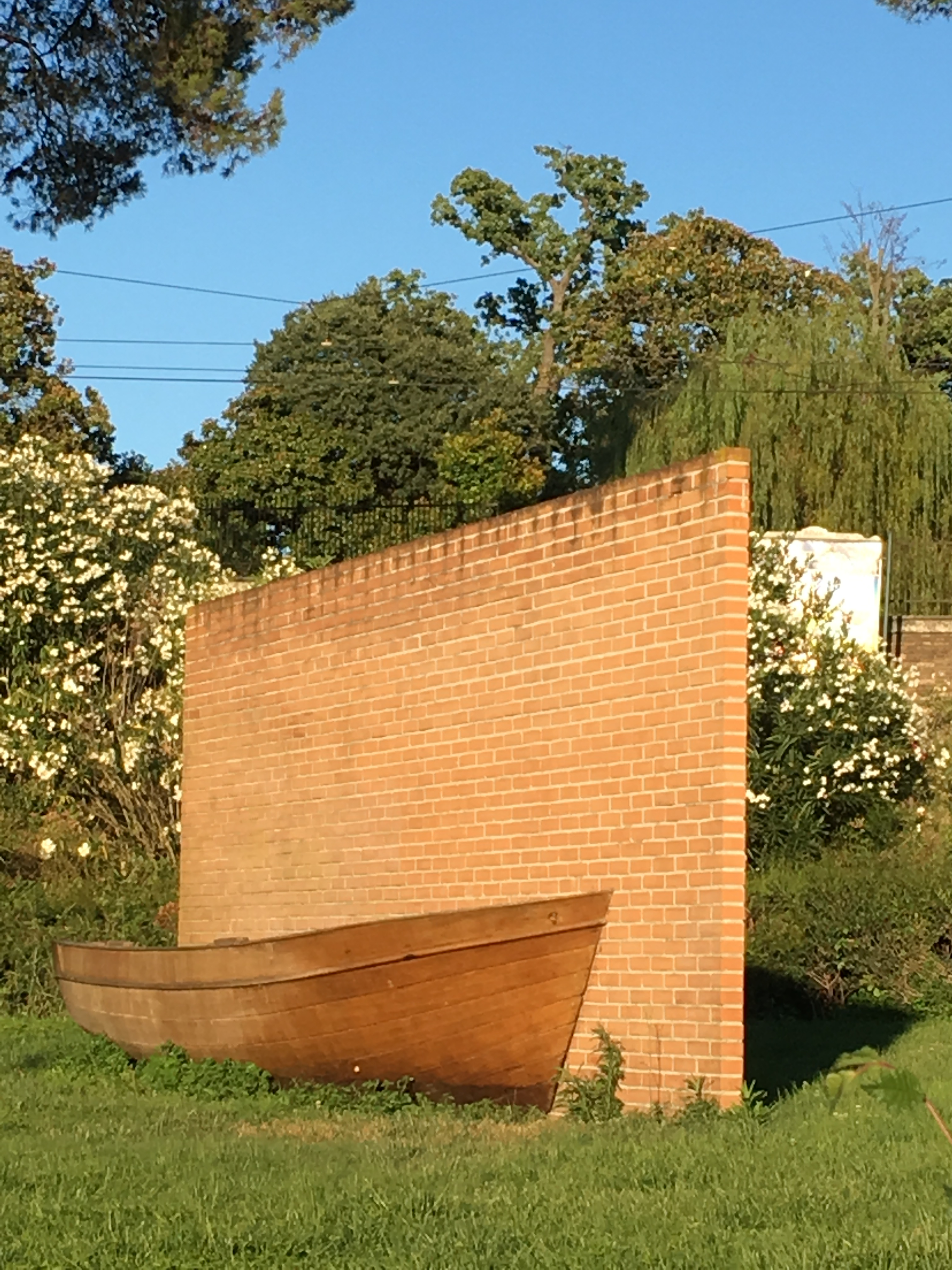
Muro d'Europa/La Barca - 1979. Galleria nazionale d'arte moderna di Roma

Nel racconto epistolare Le piccole provinciali di M. de P., Mauri reinventa con intelligenza ed eleganza le Lettere provinciali di Blaise Pascal. La meditazione del protagonista, dei suoi corrispondenti e dei personaggi di volta in volta interpellati verterà intorno al tema della qualità dell'arte, in una inchiesta piena di schermaglie dialettiche e finezze di lingua e di pensiero. Iniziato negli anni cinquanta e più volte ripreso, il testo è stato pubblicato da Il Canneto editore di Genova nel 2011.
La prima personale di Mauri nel '55 alla Galleria Aureliana di Roma è presentata proprio dall'amico Pasolini.
Alla fine del '57 realizza i primi “Schermi”, la sua versione del monocromo: la ricerca dell'azzeramento che impegna tutti gli artisti più avanzati in quel momento. Ma il monocromo di Mauri contiene già il discorso sul cinema. Lo schermo è la nuova vera “forma simbolica” del mondo e Mauri coglie questo fatto tempestivamente, immediatamente. La forma mentale dello schermo attraverserà tutta l'opera di Mauri.

Nel 1964 inizia a riflettere sulla specificità della cultura europea e la individua nell'ideologia. 
Nel 1968 con Nanni Balestrini, Edoardo Sanguineti, Umberto Eco, Antonio Porta, Renato Barilli, Enrico Filippini, Alberto Arbasino, Furio Colombo, Giorgio Manganelli, Alfredo Giuliani, Corrado Costa, Giorgio Celli, Angelo Guglielmi, Elio Pagliarani, Mauri è tra i fondatori della rivista "Quindici".
Negli anni settanta Mauri lavora a installazioni, performance e libri di arte, incentrati sulle vicende sociali e politiche italiane.
Nascono qui le performance degli anni ‘70 Che cosa è il fascismo, Ebrea, Natura e Cultura. 
La finzione è un ulteriore mezzo di complicità con gli spettatori nell'intento di ricreare una rete di sensazioni tra azione e pubblico. Dal quadro all'azione il passo risulta inevitabile. L'idea fuoriesce dai confini della tela, attraverso atti di un passato non ancora smaltito, e per sempre intollerabile.
Che cosa è il fascismo (1971, Edizioni Krachmalnicoff) viene presentata negli Stabilimenti Safa Palatino di Roma, in coincidenza con un momento di grave tensione politica, per approdare poi a Venezia (1974), a New York (1979), a Prato (1993). Nella performance di Klagenfurt (1997), Fabio Mauri coinvolge anche l'artista Gino Sabatini Odoardi, all'epoca suo assistente.
Nel 1978 è invitato nuovamente alla Biennale di Venezia con l’installazione I numeri malefici dove sarà anche nel 1993 dove realizza il Muro Occidentale o del Pianto e nel 2013 con la performance Ideologia e Natura del 1973. Nel 2015 sarà nuovamente alla Biennale invitato a rappresentare l’Italia nel padiglione Centrale.
Nel 1976 fonda, con Alberto Boatto, Maurizio Calvesi, Jannis Kounellis e Umberto Silva, la rivista d'arte e critica La Città di Riga.
Seguono i libri d'artista Linguaggio è guerra (1975, Marani Editore), e Manipolazione di cultura (1976, La Nuova Foglio).
Nel 1989 allestisce, per il Centro Multimediale Quarto di S. Giusta, L’Aquila, la performance Che cosa è la filosofia. Heidegger e la questione tedesca. Concerto da tavolo.
Al 1994, risale la sua prima retrospettiva alla Galleria Nazionale d'Arte Moderna (Roma), a cui ne seguirà una seconda nel 1997, alla Kunsthalle di Klagenfurt, una terza, nel 2003 a Le Fresnoy, Studio National des Arts Contemporains, (Lille) e una quarta nel 2016, al MADRE Museo d'arte contemporanea donnaregina (Napoli).
Con l’imponente installazione Inverosimile nel 2007 partecipa a Milano alla grande mostra Not Afraid of the Dark di Emergenze.
Nel 2012 è presente a dOCUMENTA(13) a Kassel e al Palazzo Reale di Milano con la mostra Fabio Mauri. The End.
Nel 2013 l’installazione “Warum ein Gedanke einen Raum verpestet?/ Perché un pensiero intossica una stanza?”(1972) sarà riproposta al Palazzo delle Esposizioni in: Anni '70. Arte a Roma.
Nel 2014 la Fondazione Cima di New York ospita L'Espressionista (1982), performance tratta dalla Gran Serata Futurista 1909-1930 (1980), mentre la Fondazione Proa di Buenos Aires dedica al maestro la sua prima antologica in Sud America.
Nel 2015 la Galleria Hauser&Wirth, prima nella sede di New York poi in quella di Londra, gli dedica due mostre personali di grande successo, ripresentandolo a New York nel 2018, nella sua sede centrale.
Nel 2016 al Museo MADRE di Napoli è allestita una delle più grandi retrospettive dedicate all’artista.
Nel 2019 per la prima volta in assoluto in Danimarca, HEART presenta la mostra personale The End - Fabio Mauri.
La sua arte è presentata in Canada, USA, Austria, Spagna, Olanda, Germania, Polonia, Svizzera, Jugoslavia, Inghilterra. Espone a Vancouver, Toronto, Londra, Edimburgo, alla Kulturhaus di Potsdam.
Mauri ha pubblicato molti saggi su riviste e cataloghi d'arte. La sua intensa attività è raccolta nel suo ultimo lavoro editoriale Io sono un ariano, ed. Volume!/Roma, Lampi di Stampa/Milano.
Di Mauri si possono enumerare importanti temi, formalizzati come opere: lo Schermo, i Prototipi, le Proiezioni, la Fotografia come Pittura, l'Identità sostanziale delle Strutture Espressive, il rapporto indelebile tra Pensiero e Mondo e tra Pensiero in quanto Mondo. L'opera di Mauri, complessa come un saggio storico, diviene un'autobiografia, unitaria nello svolgimento e molteplice nell'attenzione al mondo contemporaneo: un'analisi convissuta tra destino individuale e storia.

## Opere principali

### Letteratura
- I 21 modi di non pubblicare un libro, Bologna, Il Mulino, 1990
- Sulle ginocchia di Pirandello, Ogni uomo è tutti gli uomini Edizioni, 2010
- Le piccole provinciali di M. de P., Genova, Il Canneto editore, 2011

### Teatro
- Il benessere (con Franco Brusati), Milano, Bompiani, 1962
- Vivì, Milano, Curci, 1962 (dramma lirico in 4 atti e 6 quadri)
- L' isola: commedia in due tempi, Milano, Feltrinelli, 1966 (portata in teatro nel 1966 da Alberto Bonucci, Francesco Mulè, Rosemarie Dexter e Dany París[2])
- Lezione d'Inglese, 1977 (Teatro Stabile, Roma, con Grazia Antonimi, Tony Garrani, Fabrizio Jovine, regia di Fabio Mauri e Robert Kleyn)